# Temesgin Samuel
Temesgin Samuel Atango (* 29. Dezember 1984) ist ein äthiopischer Fußballschiedsrichterassistent.
Seit 2013 steht Samuel auf der Liste der FIFA-Schiedsrichter und ist an der Spielleitung internationaler Fußballspiele beteiligt, unter anderem in der CAF Champions League.
Beim Afrika-Cup 2019 in Ägypten leitete Samuel ein Spiel. Zudem war er unter anderem Schiedsrichterassistent beim U-17-Afrika-Cup 2015 im Niger, beim U-17-Afrika-Cup 2017 in Gabun, bei der U-20-Afrikameisterschaft 2019 im Niger, in der afrikanischen WM-Qualifikation sowie bei diversen Qualifikations- und Freundschaftsspielen.